# ウェザリル (小惑星)
ウェザリル (2128 Wetherill) は小惑星帯の小惑星。エレノア・ヘリンがパロマー天文台で発見した。
放射線年代測定の技術に貢献したアメリカ合衆国の地球物理学者、ジョージ・ウェザリルに因んで命名された。